# Roeien op de Olympische Zomerspelen 1988

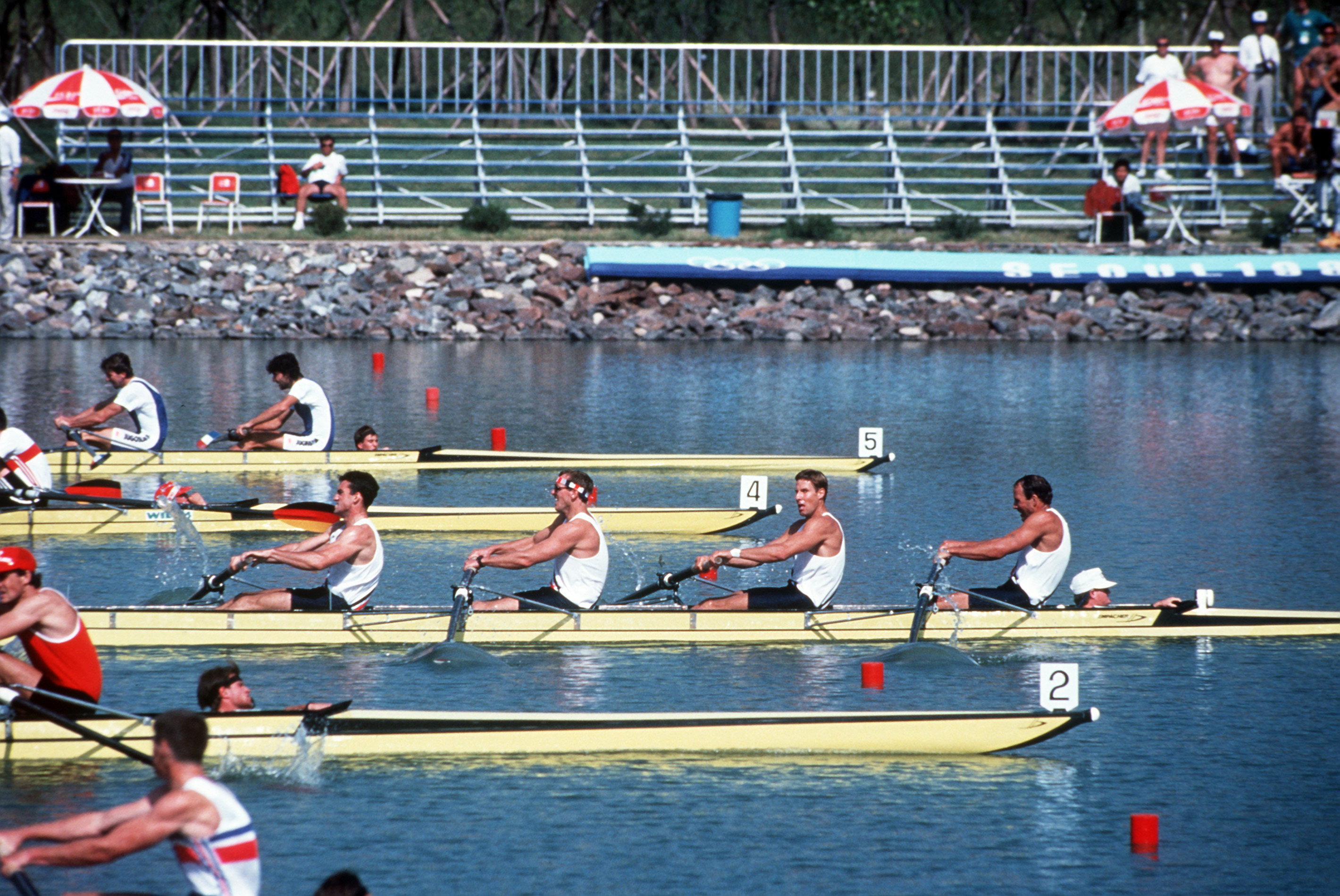
Roeiers in actie tijdens de Olympische Zomerspelen 1988

Roeien is een van de sporten die beoefend werden tijdens de Olympische Zomerspelen 1988 in Seoel. 

## Heren

### skiff
| rang   | sporter             | land | tijd    |
| ------ | ------------------- | ---- | ------- |
| Goud   | Thomas Lange        | GDR  | 6:49.86 |
| Zilver | Peter-Michael Kolbe | FRG  | 6:54.77 |
| Brons  | Eric Verdonk        | NZL  | 6:58.66 |
| 4      | Hamish McGlashan    | AUS  | 7:01.43 |
| 5      | Kajetan Broniewski  | POL  | 7:03.67 |
| 6      | Andrew Sudduth      | USA  | 7:11.45 |
| 7      | Pertti Karppinen    | FIN  | 7:34.37 |
| 8      | Jüri Jaanson        | URS  | 7:35.09 |

### dubbel-twee
| rang   | sporters                                 | land | tijd    |
| ------ | ---------------------------------------- | ---- | ------- |
| Goud   | Ronald Florijn Nico Rienks               | NED  | 6:21.13 |
| Zilver | Beat Schwerzmann Ueli Bodenmann          | SUI  | 6:22.59 |
| Brons  | Aleksandr Martsjenko Vassili Jakoesja    | URS  | 6:22.87 |
| 4      | Christian Händle Ralf Thienel            | FRG  | 6:24.97 |
| 5      | Uwe Mund Uwe Heppner                     | GDR  | 6:26.20 |
| 6      | Per Henrik Stisen Rasmussen Biame Eltang | DEN  | 6:26.98 |
| 7      | José Manuel Bermúdez Manuel Vera         | ESP  | 7:02.34 |
| 8      | Vassil Radev Danail Jordanov             | BUL  | 7:04.39 |

### twee-zonder-stuurman
| rang   | sporters                          | land | tijd    |
| ------ | --------------------------------- | ---- | ------- |
| Goud   | Andy Holmes Steve Redgrave        | GBR  | 6:36.84 |
| Zilver | Dragoş Neagu Dănuţ Dobre          | ROU  | 6:38.06 |
| Brons  | Bojan Prešeren Sadik Mujkič       | YUG  | 6:41.01 |
| 4      | Alain Lewuillon Wim Van Belleghem | BEL  | 6:45.47 |
| 5      | Carl Ertel Uwe Gasch              | GDR  | 6:48.86 |
| 6      | Igor Zoeboronko Valeri Vyrvitsj   | URS  | 6:51.11 |
| 7      | Frank Dietrich Michael Twittmann  | FRG  | 7:19.48 |
| 8      | Laurent Lacasa Alex Perahia       | FRA  | 7:22.36 |

### twee-met-stuurman
| rang   | sporters                                                          | land | tijd    |
| ------ | ----------------------------------------------------------------- | ---- | ------- |
| Goud   | Carmine Abbagnale Giuseppe Abbagnale Giuseppe Di Capua (stuurman) | ITA  | 6:58.79 |
| Zilver | Mario Streit Detlef Kirchhoff René Rensch (stuurman)              | GDR  | 7:00.63 |
| Brons  | Andy Holmes Steve Redgrave Patrick Sweeney (stuurman)             | GBR  | 7:01.95 |
| 4      | Dimitrie Popescu Vasile Tomoiagă Ladislau Lovrenschi (stuurman)   | ROU  | 7:02.60 |
| 5      | Emil Groitsev Atanas Andrejev Stefan Stojkov (stuurman)           | BUL  | 7:03.04 |
| 6      | Andrej Korikov Roman Kazantsev Andrej Lipski (stuurman)           | URS  | 7:06.07 |
| 7      | Jan Kabrhel Milan Škopek Jiří Pták (stuurman)                     | TCH  | 7:11.30 |
| 8      | Sašo Mirjanič Milan Janša Roman Ambrožič (stuurman)               | YUG  | 7:15.82 |

### dubbel-vier
| rang   | sporters                                                              | land | tijd    |
| ------ | --------------------------------------------------------------------- | ---- | ------- |
| Goud   | Piero Poli Gianluca Farina Davide Tizzano Agostino Abbagnale          | ITA  | 5:53.37 |
| Zilver | Lars Bjønness Vetle Vinje Rolf Bernt Thorsen Alf Hansen               | NOR  | 5:55.08 |
| Brons  | Steffen Bogs Steffen Zühlke Heiko Habermann Jens Köppen               | GDR  | 5:56.13 |
| 4      | Pavel Kroepko Aleksandr Zaskalko Sergej Kinjakin Joeri Zelikovitsj    | URS  | 5:57.18 |
| 5      | Richard Powell Brenton Terrell Paul Reedy Peter Antonie               | AUS  | 5:59.15 |
| 6      | Christoph Galandi Oliver Grüner Georg Agrikola Andreas Reinke         | FRG  | 5:59.59 |
| 7      | Sławomir Cieślakowski Andrzej Krzepiński Mirosław Mruk Tomasz Świątek | POL  | 5:55.39 |
| 8      | Robert Bakker Hans Kelderman Jürgen Nelis Herman van den Eerenbeemt   | NED  | 5:55.72 |

### vier-zonder-stuurman
| rang   | sporters                                                             | land | tijd     |
| ------ | -------------------------------------------------------------------- | ---- | -------- |
| Goud   | Roland Schröder Thomas Greiner Ralf Brudel Olaf Förster              | GDR  | 6:03.11  |
| Zilver | Raoul Rodriguez Thomas Bohrer David Krmpotich Richard Kennelly       | USA  | 6:05.53  |
| Brons  | Norbert Keßlau Volker Grabow Jörg Puttlitz Guido Grabow              | FRG  | 6:06.22  |
| 4      | Mark Buckingham Stephen Peel Simon Berrisford Peter Mulkerrins       | GBR  | 6:06.74  |
| 5      | Sergio Caro Preso Carlo Gaddi Pasquale Marigliano Walter Molea       | ITA  | 6:09.55  |
| 6      | Ivan Vysotski Sergej Smirnov Joeri Pimenov Nikolai Pimenov           | URS  | 11:03.77 |
| 7      | Campbell Clayton-Greens Geoffrey Cotter William Coventry Neil Gibson | NZL  | 6:04.74  |
| 8      | Pascal Bahuaud Dominique Lecointe Jean Jacques Martigne Olivier Pons | FRA  | 6:08.60  |

### vier-met-stuurman
| rang   | sporters                                                                                  | land | tijd    |
| ------ | ----------------------------------------------------------------------------------------- | ---- | ------- |
| Goud   | Frank Klawonn Bernd Eichwurzel Bernd Niesecke Karsten Schmeling Hendrik Reiher (stuurman) | GDR  | 6:10.74 |
| Zilver | Dimitrie Popescu Ioan Snep Valentin Robu Vasile Tomoioagă Ladislau Lovrenschi (stuurman)  | ROU  | 6:13.58 |
| Brons  | George Keys Ian Wright Gregory Johnston Christopher White Andrew Bird (stuurman)          | NZL  | 6:15.78 |
| 4      | Adam Clift John Maxey John Garrett Martin Cross Vaughan Thomas (stuurman)                 | GBR  | 6:18.08 |
| 5      | John Terwilliger Tom Darling Christopher Huntington John Walters Mark Zembsch (stuurman)  | USA  | 6:18.47 |
| 6      | Sead Marušić Lazo Pivač Zlatko Celent Vladimir Banjanac Dario Varga (stuurman)            | YUG  | 6:23.28 |
| 7      | Roland Baar Wolfgang Klapheck Christoph Korte Andreas Lütkefels Martin Ruppel (stuurman)  | FRG  | 6:42.65 |
| 8      | Petr Hlídek Milan Doleček Michal Šubrt Dušan Macháček Oldřich Hejdušek (stuurman)         | TCH  | 6:43.64 |

### acht
| rang   | sporters | land | tijd    |
| ------ | --- | ---- | ------- |
| Goud   | Wolfgang Maennig Thomas Möllenkamp Matthias Mellinghaus Eckhardt Schultz Ansgar Wessling Armin Eichholz Thomas Domian Bahne Rabe Manfred Klein (stuurman)              | FRG  | 5:46.05 |
| Zilver | Venjamin Boet Nikolai Komarov Vassili Tichanov Aleksandr Doemtsjev Pavel Goerkovski Viktor Didoek Viktor Omeljanovitsj Andrej Vassiljev Aleksandr Loekjanov (stuurman) | URS  | 5:48.01 |
| Brons  | Mike Teti John Smith Ted Patton John Rusher Peter Nordell Jeff McLaughlin Doug Burden John Pescatore Seth Bauer (stuurman)                                             | USA  | 5:48.26 |
| 4      | Richard Stanhope Anton Obholzer Peter Beaumont Gavin Stewart Terence Dillon Salih Hassan Stephen Turner Nicholas Burfitt Simon Jefferies (stuurman)                    | GBR  | 5:51.59 |
| 5      | James Galloway Hamish McGlashan Andrew Cooper Michael Mckay Mark Doyle James Tomkins Ion Popa Stephen Evans Dale Caterson (stuurman)                                   | AUS  | 5:53.73 |
| 6      | Don Telfer Kevin Neufeld Jason Dorland Andrew Crosby Paul Steele Gerald Main Jamie Schaffer John Wallace Robert McMahon (stuurman)                                     | CAN  | 5:54.26 |
| 7      | Antonio Baldacci Ettore Bulgarelli Piero Carletto Giuseppe Di Palo Renato Gaeta Giovanni Suarez Annibale Venier Franco Zucchi Dino Lucchetta (stuurman)                | ITA  | 5:41.15 |
| 8      | Roemen Aleksejev Emil Bondev Joeri Dzjoelgerov Ivoo Gelov Dimitar Kamboerski Venzislav Kantsjev Ivan Stanev Dimitar Tontsjev Nikola Zlatanov (stuurman)                | BUL  | 5:49.99 |

## Dames

### skiff
| rang   | sporter               | land | tijd    |
| ------ | --------------------- | ---- | ------- |
| Goud   | Jutta Behrendt        | GDR  | 7:47.19 |
| Zilver | Anne Marden           | USA  | 7:50.28 |
| Brons  | Magdalena Georgieva   | BUL  | 7:53.65 |
| 4      | Harriet van Ettekoven | NED  | 7:57.29 |
| 5      | Marioara Popescu      | ROU  | 7:59.44 |
| 6      | Inger Pors            | DEN  | 7:59.77 |
| 7      | Antonia Svaier        | GRE  | 7:57.73 |
| 8      | Natalja Kvasja        | URS  | 8:00.73 |

### dubbel-twee
| rang   | sporters                            | land | tijd    |
| ------ | ----------------------------------- | ---- | ------- |
| Goud   | Birgit Peter Martina Schröter       | GDR  | 7:00.48 |
| Zilver | Elisabeta Lipă Veronica Cogeanu     | ROU  | 7:04.36 |
| Brons  | Violeta Ninova Stefka Madina        | BUL  | 7:06.03 |
| 4      | Marina Zjoekova Maria Omeljanovitsj | URS  | 7:12.67 |
| 5      | Guo Mei Cao Mianying                | CHN  | 7:18.69 |
| 6      | Monica Havelka Cathy Tippett        | USA  | 7:21.28 |
| 7      | Silken Laumann Kay Worthington      | CAN  | 8:03.56 |
| 8      | Maria Brandin Carina Gustavsson     | SWE  | 8:09.35 |

### twee-zonder-stuurvrouw
| rang   | sporters                                  | land | tijd    |
| ------ | ----------------------------------------- | ---- | ------- |
| Goud   | Rodica Arba Olga Homeghi                  | ROU  | 7:28.13 |
| Zilver | Radka Stojanova Lalka Berberova           | BUL  | 7:31.95 |
| Brons  | Nicola Payne Lynley Hannen                | NZL  | 7:35.68 |
| 4      | Kerstin Spittler Katrin Schröder          | GDR  | 7:40.47 |
| 5      | Sarmite Stone Marina Smorodina            | URS  | 7:53.19 |
| 6      | Barbara Kirch Mara Keggi                  | USA  | 7:56.27 |
| 7      | Jennifer Kirsten Barnes Sarah Ann Ogilvie | CAN  | 8:09.10 |
| 8      | Alison Bonner Kim Thomas                  | GBR  | 8:15.20 |

### dubbel-vier
| rang   | sporters                                                               | land | tijd    |
| ------ | ---------------------------------------------------------------------- | ---- | ------- |
| Goud   | Kerstin Förster Kristina Mundt Beate Schramm Jana Sorgers              | GDR  | 6:21.06 |
| Zilver | Irina Kalimbet Svetlana Mazij Inna Frolova Antonina Doemtsjeva         | URS  | 6:23.47 |
| Brons  | Anişoara Bălan Anişoara Minea Veronica Cogeanu Elisabeta Lipă          | ROU  | 6:23.81 |
| 4      | Pavlina Christova Galina Anofrijeva Iskra Velinova Krassimira Totsjeva | BUL  | 6:24.10 |
| 5      | Hana Krejčová Lubica Kurhajcová Blanka Mikysková Irena Soukupová       | TCH  | 6:41.86 |
| 6      | Marie-Anne Vandermoere Ann Haesebrouck Lucia Focque Annelies Bredael   | BEL  | 6:43.79 |
| 7      | Jos Compaan Marjan Pentenga Nicolette Wessel Marijke Zeekant           | NED  | 6:38.70 |
| 8      | Erika Bertényi Ildikó Cserey Anikó Kapócs Katalin Sarlós               | HUN  | 6:40.91 |

### vier-met-stuurvrouw
| rang   | sporters                                                                                      | land | tijd    |
| ------ | --------------------------------------------------------------------------------------------- | ---- | ------- |
| Goud   | Gerlinde Doberschütz Carola Hornig Birte Siech Martina Walther Sylvia Rose (stuurvrouw)       | GDR  | 6:56.00 |
| Zilver | Zhang Xianghua Hu Yadong Yang Xiao Zhou Shouying Li Ronghua (stuurvrouw)                      | CHN  | 6:58.78 |
| Brons  | Marioara Traşcă Veronica Necula Herta Anitas Doina Bălan Ecaterina Oancia (stuurvrouw)        | ROU  | 7:01.13 |
| 4      | Teodora Zareva Violeta Zareva Miglena Michaleva Svetla Doerchova Greta Georgieva (stuurvrouw) | BUL  | 7:02.27 |
| 5      | Jennifer Corbet Sarah Gengler Elizabeth Bradley Cynthia Eckert Kimberly Santiago (stuurvrouw) | USA  | 7:09.12 |
| 6      | Fiona Johnston Katherine Grouse Joanne Gough Susan Smith Alison Norrish (stuurvrouw)          | GBR  | 7:10.80 |
| 7      | Heather Clarke Tricia Smith Jane Tregunno Jennifer Walinga Lesley Thompson (stuurvrouw)       | CAN  | 7:19.86 |
| 8      | Elżbieta Jankowska Zyta Jarka Elwira Lorenz Czesława Szczepańska Grażyna Blad (stuurvrouw)    | POL  | 7:22.59 |

### acht
| rang   | sporters | land | tijd    |
| ------ | --- | ---- | ------- |
| Goud   | Annegret Strauch Judith Zeidler Kathrin Haacker Ute Wild Anja Kluge Beatrix Schröer Ramona Balthasar Ute Stange Daniela Neunast (stuurvrouw)                             | GDR  | 6:15.17 |
| Zilver | Doina Bălan Marioara Traşcă Veronica Necula Herta Anitas Adriana Bazon Mihaela Armăşescu Rodica Arba Olga Homeghi Ecaterina Oancia (stuurvrouw)                          | ROU  | 6:17.44 |
| Brons  | Zhou Xiuhua Zhang Yali He Yanwen Han Yaqin Zhang Xianghua Zhou Shouying Yang Xiao Hu Yadong Li Ronghua (stuurvrouw)                                                      | CHN  | 6:21.83 |
| 4      | Margarita Teselko Marina Znak Nadezjda Soegako Sandra Brazauskaitė Jelena Poechajeva Sarija Zakirova Natalja Fedorenko Lidija Averjanova Aušra Gudeliūnaitė (stuurvrouw) | URS  | 6:22.35 |
| 5      | Teodora Zareva Violeta Zareva Nevjana Ivanova Olja Stoitsjkova Todorka Vassiljeva Rita Todorova Mariana Stojanova Daniela Oronova Greta Georgieva (stuurvrouw)           | BUL  | 6:25.02 |
| 6      | Juliet Thompson Christine Campbell Abigail Peck Margaret Mallery Susan Broome Stephanie Maxvell Anna Seaton Alison Townley Elizabeth Beard (stuurvrouw)                  | USA  | 6:26.66 |
| 7      | Elke Markwort Ingeburg Althoff Meike Holländer Gabriele Mehl Cerstin Petersmann Kerstin Rehders Anja Schäfer Katrin Petersmann Kerstin Peters (stuurvrouw)               | FRG  |         |

## Medaillespiegel
| rang   | land                     | goud | zilver | brons | totaal |
| ------ | ------------------------ | ---- | ------ | ----- | ------ |
| 1      | DDR                      | 8    | 1      | 1     | 10     |
| 2      | Italië                   | 2    | 0      | 0     | 2      |
| 3      | Roemenië                 | 1    | 4      | 2     | 7      |
| 4      | Bondsrepubliek Duitsland | 1    | 1      | 1     | 3      |
| 5      | Groot-Brittannië         | 1    | 0      | 1     | 2      |
| 6      | Nederland                | 1    | 0      | 0     | 1      |
| 7      | Sovjet-Unie              | 0    | 2      | 1     | 3      |
| 7      | Verenigde Staten         | 0    | 2      | 1     | 3      |
| 9      | Bulgarije                | 0    | 1      | 2     | 3      |
| 10     | China                    | 0    | 1      | 1     | 2      |
| 11     | Noorwegen                | 0    | 1      | 0     | 1      |
| 11     | Zwitserland              | 0    | 1      | 0     | 1      |
| 13     | Nieuw-Zeeland            | 0    | 0      | 3     | 3      |
| 14     | Joegoslavië              | 0    | 0      | 1     | 1      |
| totaal | totaal                   | 14   | 14     | 14    | 42     |